# Cinema Especial
Cinema Especial é uma sessão de filmes da TV Globo, exibida desde 1975. Sua exibição é esporádica: costuma ocorrer nas noites de quarta-feira, quando não há exibição de jogos de futebol, ou em ocasiões especiais, como final de ano, em homenagens, e durante o horário de debates eleitorais em estados onde o segundo turno do pleito não é realizado. Como as exibições são eventuais, não há dia ou horário fixos, servindo para complementar a programação de filmes em qualquer dia da semana.
Na TV Globo Internacional, é exibido nas manhãs de domingo, após o Auto Esporte, em substituição ao Esporte Espetacular quando este apresenta eventos esportivos exclusivos para o Brasil.

## História
Observe-se que, antes do uso pela TV Globo, o nome Cinema Especial foi utilizado por outras emissoras: a Rede Tupi intitulou assim uma de suas sessões de filmes, exibida nas noites de sexta-feira em 1974. No entanto, na mesma época, a hoje extinta TV Rio também possuía o seu Cinema Especial, que como a TV Tupi local, era exibida em outros dias da semana, não somente às sextas-feiras. Em 1975, a Globo passou a exibir sua sessão noturna denominada Cinema Especial em dias e faixas diferentes: segunda-feira, antecedendo a Coruja Colorida, quarta-feira, antecedendo a novela das dez; e até mesmo aos domingos, antecedendo o Domingo Maior.
Entre 14 e 15 de dezembro de 2000, o Cinema Especial exibiu o filme Titanic, em duas partes, com apresentação da atriz Carolina Ferraz. Foi a primeira vez que o filme foi exibido na TV brasileira. Nestes dias, o Cinema Especial alcançou no IBOPE incríveis 51 pontos na primeira parte e 53 pontos na segunda, entrando para a história como a maior audiência já registrada numa exibição de um filme na televisão brasileira até hoje.
Em função dos efeitos da pandemia do Covid-19, o Cinema Especial foi exibido nas noites de quarta-feira entre 18 de março e 5 de agosto de 2020 em função da suspensão dos jogos de futebol. Entre os filmes exibidos neste período estão Minha Vida em Marte, Rei Arthur: a Lenda da Espada, Sai de Baixo - O Filme, Frozen: Uma Aventura Congelante, Jason Bourne, Baywatch: S.O.S. Malibu, Creed: Nascido para Lutar, Benzinho, Vai que Cola - O Filme, Dupla Explosiva, Rogue One: Uma História Star Wars, O Contador, De Pernas pro Ar 3, De Volta pra Casa, Jogo do Dinheiro, Milagres do Paraíso, Em Ritmo de Fuga, Jumanji: Bem-Vindo à Selva, Planeta dos Macacos: O Confronto, Thor: Ragnarok, Perdido em Marte; dentre outras produções.